# Port lotniczy Fredericton
Port lotniczy Frederiction (IATA: YFC, ICAO: CYFC) – port lotniczy położony w Lincoln, w pobliżu Fredericton, w prowincji Nowy Brunszwik, w Kanadzie.